# Void Linux
Void Linux je linuxová distribuce, tedy operační systém založený na jádře Linuxu.
Jedná se o nezávislou distribuci, která není odvozena od žádné jiné, ale používá svůj vlastní správce balíčků nazývaný xbps (X Binary Package System). Od hlavního proudu distribucí jej odlišuje rovněž volba procesu init – Void Linux používá runit, zatímco ve většině ostatních distribucí pro stolní počítače se prosadil systemd. Ve vývoji je od roku 2008, kdy ji založil bývalý vývojář NetBSD Juan Romero Pardines. Je k dispozici pro architektury ARM (ARMv6, ARMv7, ARMv8) a x86 (i686, x86-64). Mezi podporovaná desktopová prostředí patří Enlightenment, Cinnamon, Xfce, LXDE, LXQt, Gnome a KDE. Kromě varianty, kdy je jako implementace standardní knihovny jazyka C použita knihovna glibc, nabízí i variantu, kdy je použita knihovna musl.